# Křenice (Kelet-prágai járás)
Křenice település Csehországban, a Kelet-prágai járásban. Křenice Říčany, Březí, Sluštice, Sibřina és Prága településekkel határos. Lakosainak száma 1031 fő (2024. január 1.).

## Népesség
A település lakosságának változását az alábbi diagram mutatja:
| Lakosok száma | 300  | 401  | 451  | 299  | 284  | 246  | 728  | 829  | 908  | 1031 |
|               | 1869 | 1890 | 1921 | 1950 | 1980 | 2001 | 2017 | 2019 | 2022 | 2024 |